# مایکل اسپیلر
مایکل اسپیلر (انگلیسی: Michael Spiller؛ زادهٔ ۱ اوت ۱۹۶۱) فیلم‌بردار، کارگردان تلویزیونی، و بازیگر اهل ایالات متحده آمریکا است. وی از سال ۱۹۸۴ میلادی تاکنون مشغول فعالیت بوده‌است.
وی همچنین برندهٔ جوایزی همچون جوایز امی ساعات پربیننده، جایزه امی ساعات پربیننده برای بهترین کارگردانی مجموعه تلویزیونی کمدی، و جایزه انجمن کارگردانان آمریکا شده‌است.